# فيكرام
فيكرام أو Vikram (اسم الولادة كندي فينود راج أو Kennedy Vinod Raj) وُلد في 17 أبريل، 1966 ممثل هندي، معظم أفلامه تاميلية .
 فاز بست جوائز فيلمفار (الخاصة بأفلام الجنوب), وجازة فيلمفار واحدة (الخاصة بأفلام هندية).

## وصلات خارجية
- فيكرام على موقع IMDb (الإنجليزية)
- فيكرام على موقع ألو سيني (الفرنسية)
- فيكرام على موقع ميوزك برينز (الإنجليزية)
- فيكرام على موقع أول موفي (الإنجليزية)
- فيكرام على موقع قاعدة بيانات الفيلم (الإنجليزية)
- فيكرام على موقع كينوبويسك (الروسية)